# Patrícia Pérez Fos
Patrícia Pérez Fos   (Sueca, 8 d'agost de 2004) és una gimnasta rítmica valenciana.

## Biografia
Va començar a practicar l'esport a cinc anys, els seus pares van veure un cartell que anunciava l'esport a Sueca i li van preguntar si hi volia anar, i va dir que sí. L'octubre de 2020 va ser operada del menisc del genoll esquerre, la seva recuperació va durar unes sis setmanes. Entrena dues vegades al dia al Centre d'Alt Rendiment (CAR) de Madrid.

## Trajectòria
Pérez va formar part del grup espanyol júnior que va competir tant a l'Europeu 2019 com al Mundial, quedant 7a a Bakú i 5ena a Moscou.
L'any 2021 Pérez va participar al Campionat del Món al costat d'Inés Bergues, Ana Gayán, Valeria Márquez, Uma Mendez i Mireia Martínez, quedant 12es al concurs múltiple i 5es a la final de cèrcols i maces.
El grup va debutar l'any 2022 a la Copa del Món de Sofia, va quedar 5a al concurs múltiple i al de cèrcols i 6a al de cintes i pilotes. A Bakú van ser 12es en el múltiple i, per tant, no es van classificar per a la final de la competició. Un mes després, a Pamplona, van aconseguir el bronze al múltiple i la plata amb l'exercici de 5 cèrcols. A Portimão van guanyar 3 medalles de plata. Més endavant, van ser bronze al concurs múltiple i amb cèrcols, i plata amb 3 cintes + 2 pilotes a Cluj-Napoca. Patricia va participar, amb Ana Arnau, Inés Bergua, Valeria Márquez, Mireia Martínez i Salma Solaun a l'Europeu 2022 a Tel-Aviv, aconseguint la plata a la final de 3 cintes + 2 pilotes. Al Mundial de Sofia, el conjunt espanyol va aconseguir tres medalles de bronze: All-Around (que els atorgava plaça directa per als Jocs Olímpics de 2024), 5 cèrcols i equip.
Va participar als Jocs Olímpics d'Estiu de París de 2024 amb el conjunt espanyol de gimnàstica rítmica, que no es va classificar per la final, després de quedar en desena posició en la classificació.